# Rocky Hill (Isles of Scilly)
Rocky Hill – osada w Anglii, na wyspach Scilly, w hrabstwie ceremonialnym Kornwalia. Leży 59 km na zachód od miasta Penzance i 470 km na zachód od Londynu.